# Maat
Maat je v staroegipčanski mitologiji boginja resnice in pravice in kozmičnega reda. Njen oče je bil sončni bog Ra, bila je sestra vladajočega kralja, katerega dolžnost je bila, da skrbi zanjo oziroma skrbi za red in harmonijo. Upodabljali so jo s krili ali z ankom in žezlom, kot žensko v rdeči obleki, podobno Izidi, Hator in Neftis. 
Če se maat ne bi upoštevala, bi se vse porušilo, družba bi razpadla, naravni pojavi bi bili porušeni. V vsaki okoliščini je najpomembnejša maat. Na dan sodbe so srce umrlega položili na tehtnico, za protiutež je bilo pero boginje Maat. Srce je prinesel Anubis. Tot kot bog modrosti je zapisal rezultat. Hor je dobro dušo odpeljal do Ozirisa, gospodarja raja.
Upodabljali so jo antropomorfno, na glavi ima visoko pero, včasih je predstavljena tudi samo kot pero. 